# World Games 2017/Teilnehmer (Irak)
| Gelbes Symbol für Goldmedaillen mit stilisierten Olympischen Ringen | Graues Symbol für Silbermedaillen mit stilisierten Olympischen Ringen | Braundes Symbol für Bronzemedaillen mit stilisierten Olympischen Ringen |
| ------------------------------------------------------------------- | --------------------------------------------------------------------- | ----------------------------------------------------------------------- |
| —                                                                   | —                                                                     | —                                                                       |

Irak nahm in Breslau an den World Games 2017 teil. Irak nominierte mit Akram Al-Qaysi nur einen Sportler und stellte, neben 14 weiteren Nationen, damit eine der kleinsten Delegationen bei den Spielen.

## Teilnehmer nach Sportarten

### Muay Thai
| Athleten       | Wettbewerb | Viertelfinale  | Viertelfinale | Halbfinale    | Halbfinale    | Finale        | Finale        | Rang          |
| Athleten       | Wettbewerb | Gegner         | Ergebnis      | Gegner        | Ergebnis      | Gegner        | Ergebnis      | Rang          |
| -------------- | ---------- | -------------- | ------------- | ------------- | ------------- | ------------- | ------------- | ------------- |
| Akram Al-Qaysi | 67 kg      | Serhii Kuliaba | 9:10 RSC-OC   | ausgeschieden | ausgeschieden | ausgeschieden | ausgeschieden | ausgeschieden |

RSC-OC =Referee Stopping Contest - Out Class in Round 2